# Rhynchomecogaster lawrencei
Rhynchomecogaster lawrencei är en mångfotingart som beskrevs av Karl Wilhelm Verhoeff 1939. Rhynchomecogaster lawrencei ingår i släktet Rhynchomecogaster och familjen Siphonotidae. Inga underarter finns listade i Catalogue of Life.